# 深宅雪
《深宅雪》，中港台明星合拍，讲述韩、方两家恩仇。于2014年7月开机，9月杀青，2015年5月12日台州新闻综合频道首播。

## 劇情簡介
講述了清末民初韓、方兩家印染世家因為兩張印染秘方而引起的一系列愛恨情仇、爾虞我詐的故事。

## 演員
| 演員   | 角色         | 備註 | 粤配   |
| 习雪   | 韩江雪       | 方梓恒妾侍 方家二少奶奶 杏兒主子 韓家千金小姐 方梓浩弟媳 方梓菁 方梓飛嫂嫂 李婦人義女 韓仁毅 孟銹錦女兒 芳兒結拜姐姐 方秦舅媽 韓家满门抄斩唯一侥幸存活下来的遗孤，历经磨难、几经辗转，冥冥中又与方家少爷方梓恒相遇、相知、相恋。 | 馮詠恩 |
| 姚奕辰 | 方梓恒       | 方家嫡子(二少爺) 譚玉娜，韓江雪之夫 秋容主子 方秦舅舅 | 袁德基 |
| 张明明 | 秦瑞生       | 秦慕阳养子 秦管事 方秦親爹 喜歡韓江雪 |        |
| 刘萌萌 | 芳儿         | 韩江雪結拜妹妹 方梓浩少奶奶 父母双亡，自幼孤儿、靠乞讨为生的芳儿在历经命运的不幸后，力图通过自己的努力与命运抗争。 |        |
| 刘雪华 | 方老夫人     | 方家三兄妹 祖母 | 鄧潔麗 |
| 李立群 | 秦慕阳       | 奸商 秦瑞生养父 韓江雪義父 |        |
| 叶童   | 周惠茜       | 方梓恒二娘 方家二奶奶 鄭大娘主子 方宏博嫂子 方梓浩娘 | 王慧珠 |
| 陈美琪 | 时妙菡       | 方梓恒三娘 方家三奶奶 巧慧之主 方梓菁娘 |        |
| 吴岱融 | 方宏博       | 方梓恒二叔 方梓浩親爹 張玉鳳之夫 |        |
| 迟立静 | 谭玉娜       | 方梓恒之妻 方家大少奶奶 誤殺方永華 |        |
| 鲍菲   | 秋容         | 韩江雪情敌 |        |
| 郑晓东 | 方梓浩       | 方家大少爺 周惠茜之子 方宏博親生兒子 雨晴，芳兒之夫 馨兒之父 |        |
| 龙政璇 | 方梓菁       | 方梓恒之妹 方家小姐 方秦之母 時妙菡之女 喜歡秦瑞生 |        |
| 陈龙   | 韩仁义       | 韩江雪之父 同韓母死因(客串) |        |
| 徐麒雯 | 孟锈锦       | 韩江雪之母 第一集被害而含冤而死(客串) |        |
| 宗峰岩 | 方宏远       | 方梓恒之父 方家大爺 程玉珠，周惠茜之夫 (客串) |        |
| 董嫻   | 張玉鳳       | 方宏博之妻 方梓飛娘 方梓浩，方梓恆，方梓菁二嬸 |        |
| 黃麗婭 | 白蔓文       | |        |
| 夏德俊 | 秦小寶       | |        |
| 徐玉蘭 | 王婆子       | |        |
| 童彤   | 李婦人       | 韓江雪 芳兒義母 |        |
| 朱鈺   | 蘭兒         | 方老夫人丫鬟 |        |
| 郭金鎣 | 桂兒         | |        |
| 未知   | 巧慧         | 時妙菡近侍 |        |
| 張婷馨 | 靈兒         | |        |
| 張奕   | 陽春         | 二少奶奶丫鬟 |        |
| 盧勇   | 西村         | 日本人 |        |
| 許敏   | 鄭大娘       | 周惠茜陪嫁丫鬟 |        |
| 未知   | 雨晴         | 方梓浩前妻 |        |
| 未知   | 馨兒         | 方梓飛，杏兒之女 |        |
| 未知   | 程玉珠       | 方宏遠妻子 方梓恆親娘 十年前被時妙菡推下懸崖至死 方梓浩，方梓菁大娘 方家大奶奶 |        |
| 未知   | 杏兒娘       | |        |
| 未知   | 杏兒弟弟     | |        |
| 黃天崎 | 秦飛(方永康) | 韓江雪 方梓恆之子 方家小少爺 |        |